# Ла-Юльп
Ла-Юльп (фр. La Hulpe, валлон. L’ Elpe, нидерл. Terhulpen) — коммуна в Валлонии, расположенная в провинции Валлонский Брабант, округ Нивель. Принадлежит Французскому языковому сообществу Бельгии. На площади 15,60 км² проживают 7 224 человека (плотность населения — 463 чел./км²), из которых 47,59 % — мужчины и 52,41 % — женщины. Средний годовой доход на душу населения в 2003 году составлял 15 981 евро.
Почтовый код: 1310. Телефонный код: 02.
В городе расположена штаб-квартира SWIFT.